# Boyne
Der Fluss Boyne (irisch: An Bhóinn) ist ein etwa 112 km langes Fließgewässer in Leinster, Irland. Er entspringt beim Dorf Carbury in der Grafschaft Kildare, durchfließt die Grafschaft Meath in nordöstlicher Richtung und mündet bei Drogheda in die Irische See. 
Der Fluss war bereits im Altertum bekannt. Auf der Landkarte des Ptolemäus aus dem 2. Jahrhundert ist er als Bouinda verzeichnet. Im Altirischen lautet der Name Bóand oder Bóann und bedeutet vermutlich „weiße Kuh“. Es gibt eine Flussgöttin gleichen Namens, siehe Bóann. 
Trotz seiner geringen Länge ist der Boyne von historischer, archäologischer und mythischer Bedeutung. Der Fluss passiert unter anderem die alte Stadt Trim, den Hügel von Tara, den Sitz der Hochkönige von Irland, die Klöster Mellifont Abbey, Monasterboice sowie die mittelalterliche Stadt Drogheda. Am bekanntesten unter den touristischen Attraktionen des Boyne ist jedoch die Brú na Bóinne (Palast des Boyne) genannte Ansammlung von Megalithanlagen, darunter die zum UNESCO-Weltkulturerbe zählenden Anlagen Knowth, Dowth und Newgrange.
Der Legende zufolge hat Mac Cumhail Fionn Fiontán den Lachs des Wissens im Boyne gefangen. Am Hill of Slane soll im Jahr 433 der heilige Patrick das erste Osterfeuer entzündet haben. An seinen Ufern fand 1690 die Schlacht am Boyne statt.